# Трусово (Ленинградская область)
Тру́сово — деревня в Староладожском сельском поселении Волховского района Ленинградской области.

## История
На карте Санкт-Петербургской губернии Ф. Ф. Шуберта 1834 года упоминается деревня Трусова и при ней усадьба помещика Богданова.

ТРУСОВО — деревня принадлежит дочерям действительного статского советника девицам Ольге и Любови Богдановым, число жителей по ревизии: 69 м. п., 30 ж. п. (1838 год)

Деревня Трусова отмечена на карте профессора С. С. Куторги 1852 года.

ТРУСОВО — деревня госпожи Богдановой (Ольги Ивановой), по просёлочной дороге, число дворов — 12, число душ — 52 м. п. (1856 год)

ТРУСОВО — мыза владельческая при реке Ладожке, число дворов — 2, число жителей: 5 м. п., 4 ж. п.; 

ТРУСОВО — деревня владельческая при реке Ладожке, число дворов — 13, число жителей: 48 м. п., 60 ж. п. (1862 год)

В 1871 году временнообязанные крестьяне деревни выкупили свои земельные наделы у О. И. Богдановой и стали собственниками земли.
Согласно материалам по статистике народного хозяйства Новоладожского уезда 1891 года, имение при селении Трусово площадью 1427 десятин принадлежало купцу С. Я Грудинину и наследникам дворян Д. А. Богданова и Н. К. Ешевского, имение было приобретено частями до 1868 года и в 1885 году.
Согласно епархиальным сведениям 1899 года деревня относилась к приходу Алексеевской церкви при Успенском женском монастыре (Успения Пресвятой Богородицы) в селе Старая Ладога.
В конце XIX века деревня административно относилась к Песоцкой волости 1-го стана Новоладожского уезда Санкт-Петербургской губернии, в начале XX века — 4-го стана.
По данным «Памятной книжки Санкт-Петербургской губернии» за 1905 год земли деревни Трусово принадлежали: личному почётному гражданину Ивану Павловичу Иконникову и шлиссельбургскому мещанину Якову Михайловичу Корелину — 428 десятин, шлиссельбургской мещанке Амалии Адамовне Рудсон и крестьянину Саломону Адамовичу Рудсон — 945 десятин, шлиссельбургскому мещанину Матвею Антоновичу Рудсону — 680 десятин.
Согласно военно-топографической карте Петроградской и Новгородской губерний издания 1915 года деревня называлась Трусова, в деревне находилась мыза.
С 1917 по 1919 год деревня входила в состав Киндеревского сельсовета Песоцкой волости Новоладожского уезда.
С 1919 года в составе Октябрьской волости Волховского уезда.
С 1920 года в составе Трусовского сельсовета.
Согласно данным переписи населения СССР 1926 года в деревне Трусово проживали 172 человека — все русские.
С 1927 года в составе Волховского района.
С 1928 года в составе Староладожского сельсовета. В 1928 году население деревни также составляло 172 человека.
По данным 1933 года деревня Трусово входила в состав Староладожского сельсовета Волховского района.

План деревни Трусово. 1941 год

Согласно топографической карте РККА 1941 года деревня насчитывала 31 двор. 
В 1958 году население деревни составляло 89 человек.
По данным 1966, 1973 и 1990 годов деревня Трусово также входила в состав Староладожского сельсовета.
В 1997 году в деревне Трусово Староладожской волости проживали 12 человек, в 2002 году — 8 человек (все русские).
В 2007 году в деревне Трусово Староладожского СП — 9.

## География
Деревня находится в северо-западной части района на автодороге 41К-196 (Старая Ладога — Трусово), к северо-западу от центра поселения, села Старая Ладога.
Расстояние до административного центра поселения — 4 км.
Расстояние до ближайшей железнодорожной станции Волховстрой I — 17 км.
Через деревню протекает река Елена.

## Демография
| 1862 | 2007 | 2010 | 2017 |
| ---- | ---- | ---- | ---- |
| 117  | ↘9   | ↗16  | ↘2   |

### Национальный состав
Согласно данным Всероссийской переписи населения 2021 года в деревне проживали 13 человек, из них русские — 12, татары — 1 человек.